# ブランドソール
ブランドソールは、第3回中山四歳牝馬特別（後の桜花賞）を制した日本の競走馬。同期には、日本競馬初の三冠馬・セントライトがいる。
※馬齢は当時の基準（数え年）にて表記する。

## 略歴

### 血統背景
1938年2月22日、三菱財閥経営の小岩井農場に生まれる。父はアイリッシュダービーを制して日本に輸入されたプリメロ、母の父は多数の活躍馬を出していたシアンモアで、馬主の加藤雄策に当年の牝馬最高額で落札された。
なお、ブランドソールと同期で馬主と調教師も同じ馬にセントライトがいるが、デビュー前はブランドソールの方がセントライトよりも高い評価を受けており、本来はセントライトのデビューが後回しとされるはずが、予想外の仕上がりの良さから加藤の鶴の一声により順番が逆となり、三冠挑戦の機会を獲得したと言うエピソードもある。

### 現役時代
1941年4月5日に中山でデビューして勝利し、2週間後の中山四歳牝馬特別もレコードタイムで制した。なお、出走2戦目でのクラシック勝利は、四歳デビューだったクラシック黎明期においては珍しい事ではなく、前2回の優勝馬（ソールレデイ・タイレイ）等の実例がある。
その後は、東京優駿競走・阪神優駿牝馬・帝室御賞典（秋）を重馬場下手で落としたものの、五歳シーズンを最後に24戦10勝で引退した。なお、中山四歳牝馬特別以外の主な勝利には横浜農林省賞典四・五歳呼馬がある。

### 引退後
引退後はゴールドウエツデイングと改名して繁殖入りした。主な産駒には、第5回阪神3歳ステークスを制したヤシマアポロがいる。また、孫に桜花賞馬のトキノキロク（母の父・セントライト）がいる。

## 主な牝系図
- Little Agnes 1856 ---No.16-c始祖
  - Fair Agnes 1863
    - Piercy 1872
      - Festive 1877
        - Helen Agnes 1883
          - Helen Hampton 1896
            - *ヘレンサーフ 1903 ←---ヘレンサーフ牝系に戻る
              - 第四ヘレンサーフ 1911
                - ウエツデイングサーフ 1918
                  - 第四ウエツデイングサーフ 1930
                    - ゴールドウエツデイング 1938 ---↓改行

---↓ゴールドウエツデイング牝系
牝系図の主要な部分（太字はGI級競走優勝馬）は以下の通り。
- ゴールドウエツデイング 1938
  - マルタツ 1945
    - ユーシユン 1954（東京障害特別（春）、京都大障害（秋））
    - シユンメ 1955（阪神牝馬特別）
    - トキノキロク 1957（桜花賞）
      - エンタープライズII 1966
        - リニアクイン 1974（優駿牝馬、金杯）

      - キロク 1973
        - リニアラツキー 1977
          - ナイスムラマサ 1990（栄城賞）

    - ニホンキロク 1959
      - ノンストップ 1966
        - ジルダ 1980
          - バクシンマーチ 1993（青雲賞）

    - シンキロク 1960
      - コーラルプリンセス 1972
        - リワードアンジェラ 1986
          - ウツミトップガン 1996（南部駒賞、盛岡オータムC）

  - クモユキ 1948
    - トキノミハタ 1954
      - ミヨノサカエ 1960
        - サウザンボーイ 1972（くろゆり賞）

  - エバウイナー 1949
    - クインロッキー 1963
      - ロッキークイン 1972
        - リッショウマナード 1984
          - ダッドマイクイン 1989
            - デアヴィクティー 1996（東京プリンセス賞）

  - ヤシマアポロ 1950（阪神3歳S）
  - タカハル 1955（日本経済新春杯、神戸盃、毎日杯）

## 血統表
| ブランドソール（ゴールドウエツデイング）の血統（ブランドフォード系/St. Simon 5×5=6.25%） | ブランドソール（ゴールドウエツデイング）の血統（ブランドフォード系/St. Simon 5×5=6.25%） | ブランドソール（ゴールドウエツデイング）の血統（ブランドフォード系/St. Simon 5×5=6.25%） | （血統表の出典）        | （血統表の出典） |
| 父 *プリメロ Primero 1931 鹿毛                                                           | 父の父Blandford 1919 黒鹿毛                                                              | Swynford                                                                                 | John o'Gaunt            | John o'Gaunt     |
| 父 *プリメロ Primero 1931 鹿毛                                                           | 父の父Blandford 1919 黒鹿毛                                                              | Swynford                                                                                 | Canterbury Pilgrim      |                  |
| 父 *プリメロ Primero 1931 鹿毛                                                           | 父の父Blandford 1919 黒鹿毛                                                              | Blanche                                                                                  | White Eagle             | White Eagle      |
| 父 *プリメロ Primero 1931 鹿毛                                                           | 父の父Blandford 1919 黒鹿毛                                                              | Blanche                                                                                  | Black Cherry            |                  |
| 父 *プリメロ Primero 1931 鹿毛                                                           | 父の母Athasi 1917 鹿毛                                                                   | Farasi                                                                                   | Desmond                 | Desmond          |
| 父 *プリメロ Primero 1931 鹿毛                                                           | 父の母Athasi 1917 鹿毛                                                                   | Farasi                                                                                   | Molly Morgan            |                  |
| 父 *プリメロ Primero 1931 鹿毛                                                           | 父の母Athasi 1917 鹿毛                                                                   | Athgreany                                                                                | Galloping Simon         | Galloping Simon  |
| 父 *プリメロ Primero 1931 鹿毛                                                           | 父の母Athasi 1917 鹿毛                                                                   | Athgreany                                                                                | Fairyland               |                  |
| 母 第四ウエツデイングサーフ 1930 鹿毛                                                    | 母の父*シアンモア Shian Mor 1924 黒鹿毛                                                  | Buchan                                                                                   | Sunstar                 | Sunstar          |
| 母 第四ウエツデイングサーフ 1930 鹿毛                                                    | 母の父*シアンモア Shian Mor 1924 黒鹿毛                                                  | Buchan                                                                                   | Hamoaze                 |                  |
| 母 第四ウエツデイングサーフ 1930 鹿毛                                                    | 母の父*シアンモア Shian Mor 1924 黒鹿毛                                                  | Orlass                                                                                   | Orby                    | Orby             |
| 母 第四ウエツデイングサーフ 1930 鹿毛                                                    | 母の父*シアンモア Shian Mor 1924 黒鹿毛                                                  | Orlass                                                                                   | Simon Lass              |                  |
| 母 第四ウエツデイングサーフ 1930 鹿毛                                                    | 母の母ウエツデイングサーフ 1918 鹿毛                                                     | *ダイヤモンドウェッディング                                                              | Diamond Jubilee         | Diamond Jubilee  |
| 母 第四ウエツデイングサーフ 1930 鹿毛                                                    | 母の母ウエツデイングサーフ 1918 鹿毛                                                     | *ダイヤモンドウェッディング                                                              | Wedlock                 |                  |
| 母 第四ウエツデイングサーフ 1930 鹿毛                                                    | 母の母ウエツデイングサーフ 1918 鹿毛                                                     | 第四ヘレンサーフ                                                                         | *インタグリオー         | *インタグリオー  |
| 母 第四ウエツデイングサーフ 1930 鹿毛                                                    | 母の母ウエツデイングサーフ 1918 鹿毛                                                     | 第四ヘレンサーフ                                                                         | *ヘレンサーフ F-No.16-c |                  |

全弟に第25回目黒記念を制したアサフジがいる。